# Eigentliche Zwergschlangen
Die Eigentlichen Zwergschlangen (Calamaria) sind eine Schlangengattung aus der Familie Nattern (Colubridae), die in Südostasien verbreitet ist.

## Merkmale und Lebensweise
Die Schlangen der Gattung sind ovipar und bevorzugen subtropische bis tropische Wälder als Lebensraum. Ihre glatte Beschuppung ist dorsal in lediglich 13 Reihen angeordnet. Am schmalen Kopf finden sich wenige aber große Schuppen.

## Verbreitungsgebiet und Gefährdungsstatus
Die Eigentlichen Zwergschlangen sind in Südostasien verbreitet auf Indonesien, Malaysia und den Philippinen bis zu den japanischen Ryūkyū-Inseln. Auf dem Festland sind einige wenige Arten von Vietnam bis Süd-China verbreitet. Die IUCN stuft die Arten Calamaria apraeocularis, Calamaria ingeri, Calamaria longirostris und Calamaria prakkei als vom Aussterben bedroht („Critically Endangered“) ein, sowie Calamaria acutirostris, Calamaria pfefferi und Calamaria yunnanensis als stark gefährdet („Endangered“). 25 weitere Arten, bei denen eine ausreichende Datenlage für eine Beurteilung vorlag, wurden als nicht gefährdet („Least Concern“) eingestuft.

## Systematik
Die Gattung wurde 1827 von dem deutschen Zoologen Friedrich Boie erstbeschrieben. Ihr werden 67 Arten zugeordnet (Stand 7. Januar 2023), die im Folgenden nach Taxon geordnet gelistet sind. Ein eingeklammerter Eintrag in der Spalte Erstbeschreibung bedeutet dabei, dass die jeweilige Art ursprünglich einer anderen Gattung zugeordnet wurde.
| \| \|                               |
| Miyako- und Irabu-jima, Japan (rot) |
|                                     |

|  |